# A Small Boy and a Grey Heaven
A Small Boy and a Grey Heaven – pierwszy album studyjny niemieckiej grupy muzycznej Caliban wydany 14 grudnia 1999 nakładem Lifeforce Records. Nakładem tej samej wytwórni album ukazał się w reedycji w 2005.

## Lista utworów
1. "Intro" – 1:19
2. "Arena of Concealment" – 2:49
3. "In My Heart" – 2:30
4. "Destruction" – 4:28
5. "A Small Boy and a Grey Heaven" – 4:14
6. "Skit I" – 0:39
7. "A Faint Moment of Fortune" – 4:04
8. "Skit II" – 1:07
9. "Supervision Until Death" – 4:01
10. "Always Following Life" – 3:23
11. "Pollution" – 3:29
12. "Sylca" – 1:21
13. "Intolerance (Ignorance II)" – 3:46
14. "De Rebus Que Greunter" – 3:54
15. "Outro" – 0:40

Utwór dodatkowy na japońskiej wersji:
16. "Boredo(o)m"

## Twórcy
Skład zespołu
- Andreas Dörner – śpiew
- Marc Görtz – gitara prowadząca
- Claus Wilgenbusch – gitara rytmiczna
- Engin Güres – gitara basowa
- Robert Krämer – perkusja

Udział innych
- Jens Reichelt – oprawa graficzna
- Andy Lüdecke, Stefan Lüdicke – układ graficzny